# محمودآباد طالقانی
محمودآباد طالقانی، روستایی در دهستان محمودآباد بخش تازه‌کند شهرستان پارس‌آباد در استان اردبیل ایران است. این روستا، مرکز دهستان محمودآباد است.

## جمعیت
بر پایه سرشماری عمومی نفوس و مسکن در سال ۱۳۹۵، جمعیت این روستا برابر با ۲٬۰۶۰ نفر (۵۸۹ خانوار) بوده‌است.